# Mahászthabir-nikája
A mahászthabir-nikája (bengáli: মহাস্থবির নিকায়, más néven: máthe) théraváda buddhista hagyomány Bangladesben. Az irányzat alapítója Csaran Mahászthabir bangladesi szerzetes, aki a 19. században az országban elindult szangharádzsa-nikája reformmozgalom ellen kezdett ellen-mozgalomba. A mahászthabir-nikája a tanok tekintetében nem különbözik a szangharádzsa-nikájától. A különbség egyházi megfontolású és a szerzetesség hétköznapi szokásainak szintjén értendő.

## Története
A buddhizmus virágzott Banglades területén az 5-12. század között. A 13. századtól a 19. század közepéig a bengáli buddhizmus hanyatlóban volt. A buddhizmus és a hinduizmus keveredtek és a buddhisták ebben az időszakban buddhista istenként imádták Sivát, Laksmit és Durgát. Ekkor a buddhizmustól teljesen eltérő, ám a hinduizmusban hagyományos állati áldozatokat is mutattak be. A vinaját, az erkölcsi útmutatás szabályait is újraértelmezték, így a kanonikus szövegek a háttérbe kerültek. Az eltorzult tartalmú szuttákat egy kevert, páli és arakani nyelven kántálták. A szerzetesek egyre gyakrabban éltek világi életet, saját házzal rendelkeztek, családjuk volt, és még kerítőként is közreműködtek a közösség életében. A burmai Arakan királyságból érkező buddhista csoporttal érkezett Bangladesbe Szangharádzsa Száramedha, aki felnőtt korában Száramedha elnyerte a Csittangong hegyvidék Csakma-dinasztiájához tartozó Rani Kalindri uralkodó támogatását, és belevetette magát a helyi szangha megreformálásába. Kizáratta azokat a szerzeteseket, akik olyan életvitelt folytattak, amelyek egyértelműen a vinajával ellentétesek voltak - mint például állati áldozatok bemutatása, pénz használata, család alapítása, olyan ételek (főleg hús) fogyasztása, amelyeket nem a közösség tagjai ajánlottak fel nekik önszántukból (alamizsna). Ellenezte azt a szokást is, hogy a húsz évnél fiatalabbak teljes szerzetesi rangot kaphassanak. Hasonlóképpen ellene volt azon emberek egyházba való felvételének, akik számára egyértelműen nem illett a vallásos élet.
Száramedha nagy népszerűségre tett szert, és egyre több szerzetest győzött meg arról, hogy lépjenek be újból a szerzetesrendbe, mintegy kifejezve azt, hogy elkötelezték magukat a reformmozgalommal. Ez jelentette a szangharádzsa-nikája kezdetét. Száramedha először egy héttagú csoporttal végezte el az upaszampadá, szerzetesfelvételi szertartást, majd a csoport létszáma rohamos növekedésnek indult. Ekkor indított ellen-reformmozgalomat  Csaran Mahászthabir. Ez a mozgalom nem a szangharádzsa-nikája buddhista tanaival szegült szembe, csupán a külföldi befolyásoltságot kívánta elkerülni. A két hagyományvonal közötti különbség szimplán praktikus alapokon nyugszik. Például más napi gyakorlatokat írnak elő a szerzeteseik számára. Ezek a különbségek is rendkívül minimálisak, és csupán az egyházi közösség számára fontosak. A világi gyakorlók a két hagyomány között nem igazán tesznek különbséget.